# La bottega del caffè (Goldoni)
La bottega del caffè, composta nel 1750, è una delle più importanti commedie di Carlo Goldoni, all'interno della quale si sviluppa un intermezzo, dallo stesso titolo, composto da Goldoni nel 1736.
Nata inizialmente come intermezzo in tre parti, la commedia venne rappresentata per la prima volta a Mantova, il 2 maggio di quell'anno 1750. Fu poi portata a Venezia dove venne replicata per dodici volte, con un successo tale che spinse il commediografo a tornarci sopra fino a crearne una commedia in tre atti. È considerata uno dei testi più fortunati tra le sue sedici commedie nuove.

## Trama
L'azione della commedia si svolge a Venezia nell'arco di un'intera giornata, durante il carnevale. Sullo stesso campo affacciano, tra gli altri negozi, la bottega del caffettiere Ridolfo, la casa da gioco di Pandolfo e l'appartamento di Lisaura, bellissima ex-ballerina: in questi luoghi si intrecciano le vicende dei molti personaggi della commedia.
Ridolfo, uomo di grande bontà, ha preso a cuore la sorte del giovane mercante di stoffe Eugenio, che da qualche tempo frequenta assiduamente la casa da gioco di Pandolfo e ha subíto ingenti perdite giocando a carte col conte Leandro. Nel frattempo da Torino è giunta Placida, che, travestita da pellegrina, è in cerca del marito Flaminio, del quale ha perso le tracce. In queste avventure si inserisce don Marzio, nobile napoletano in decadenza che, ambiguo e pettegolo, si diverte a raccogliere le confidenze degli altri personaggi per poi spifferarle e metterli in cattiva luce. Don Marzio è mal visto praticamente da chiunque a eccezione di Pandolfo, il quale trae profitto dalle sue macchinazioni e non perde mai occasione di fargli combinare guai.
Don Marzio insinua in Eugenio l'idea che Lisaura pratichi la prostituzione e che Leandro sia il suo favorito, inducendo il giovane a corteggiarla spudoratamente; allo stesso modo mette in dubbio l'onorabilità di Placida, giurando che la donna sia in realtà solita giungere a Venezia in occasione del Carnevale per recitare la parte della moglie abbandonata per attirare gli uomini, e che dietro la sua richiesta d'aiuto vi siano profferte amorose nei confronti di Eugenio. Inoltre, il nobile rivela a Vittoria che Eugenio ha cercato di vendere i suoi preziosi orecchini per pagare i debiti di gioco contratti con Leandro, cosa che peraltro ha proposto egli stesso offrendosi poi come intermediario.
Venuta a sapere delle malefatte di Eugenio, Vittoria minaccia di lasciarlo riprendendosi anche la sua dote; anziché consigliarlo per il meglio, don Marzio spinge il giovane a festeggiare la ritrovata libertà organizzando un pranzo a cui prenderanno parte anche Lisaura e Leandro. Alla festa tuttavia irrompe Placida, che riconosce nel conte Leandro il proprio marito, il quale fingeva di essere un nobile per procurarsi avventure; a sua volta, Lisaura spiega di non essere affatto una prostituta, ma di aver accettato la corte di Leandro poiché credeva che il giovane l'avrebbe sposata. A quel punto la situazione precipita: Leandro/Flaminio cerca di uccidere Placida, Lisaura caccia di casa il suo amato e Vittoria lascia Eugenio. Don Marzio, tuttavia, cerca di convincere Eugenio e Flaminio che essersi liberati delle proprie donne sia la cosa migliore che possa esser capitata; intanto il napoletano fa involontariamente arrestare Pandolfo dopo aver rivelato al capitano dei birri i trucchi con cui l’uomo inganna i giocatori.
Ridolfo, con l'aiuto del suo garzone Trappola, riesce a far ragionare Eugenio e Flaminio: pentiti, i due si ricongiungono alle mogli e vengono perdonati anche da Lisaura. Don Marzio viene invece accusato di essere uno spione e un diffamatore: ormai abbandonato da tutti, manifestando il proprio disprezzo nei confronti dei borghesi veneziani, il napoletano lascia la città.

## Alcuni aspetti della commedia
Goldoni scrive l'opera in toscano, diventata ormai la lingua franca italiana, in modo da farsi comprendere da spettatori di tutta Italia. Questo spiega come mai nella commedia, seppur ambientata a Venezia, i personaggi non parlino veneziano.
Come in molte altre sue opere, il commediografo veneziano mette in luce tutti gli aspetti, negativi o positivi, dell'ascesa della borghesia. Per questo troviamo sia personaggi come Ridolfo, l'operoso padrone di bottega, simbolo della borghesia efficiente ed intraprendente, sia come Eugenio, l'ingenuo commerciante che si lascia illudere dalla prospettiva di un guadagno facile, o Pandolfo, l'imprenditore senza scrupoli che si propone il guadagno ad ogni costo, anche a spese del fallimento e della disperazione degli altri. Assai più netto, invece, è il giudizio di Goldoni a proposito della nobiltà, classe parassitaria ai suoi occhi di illuminista, il cui tipico esponente è don Marzio, pettegolo usuraio che passa il tempo a gettare zizzania tra la gente.
La commedia si svolge intorno alla bottega del caffè, luogo di ritrovo di avventori abituali e di passaggio, collocato al centro della piazza, da cui si ha la visione di tutti gli edifici che l'attorniano. È l'idea di un microcosmo in cui si creano varie dinamiche tra i personaggi, che litigano, si aiutano e si interessano delle questioni degli altri a vicenda.

## Derivazioni
Dalla commedia furono tratte due opere liriche: Il maldicente, ovvero la bottega del caffè di Stefano Pavesi (1807, prima rappresentazione Firenze) e Tre commedie goldoniane di Gian Francesco Malipiero (1925, prima rappresentazione a Darmstadt)
Nel 1969 il regista e drammaturgo tedesco Rainer Werner Fassbinder scrisse il dramma Das Kaffehaus, adattando il testo goldoniano alla sua poetica.